# NGC 4720
NGC 4720 (другие обозначения — MCG -1-33-24, IRAS12481-0352, PGC 43478) — линзообразная галактика (морфологический тип по Вокулёру E-S0) в созвездии Девы. Галактика открыта Уильямом Гершелем в 1787 году.
Этот объект входит в число перечисленных в оригинальной редакции «Нового общего каталога».
На фотоизображениях DSS видна линзообразная галактика, наклонённая к лучу зрения, с яркой, вытянутой центральной областью и очень слабой внешней оболочкой. При визуальных наблюдениях в любительский телескоп галактика видна довольно слабо; это небольшой овальный объект с равномерной поверхностной яркостью, увеличивающейся к ядру. Края довольно хорошо очерчены, а галактика вытянута с восток-юго-востока на запад-северо-запад. Радиальная скорость: 1411 км/с. Расстояние: 63 млн световых лет. Диаметр: 18 тыс. световых лет.